# Design Science License
Design Science License (DSL) – licencja typu copyleft napisana przez Michaela Stutza, przeznaczona do licencjonowania wolnego materiału takiego jak tekst, ilustracje i muzyka.
Oryginalny tekst DSL był zamieszczony na stronie Michaela Stutza. Free Software Foundation zachowało kopię tekstu licencji.